# Ankylopollexia
Clade
Clades de rang inférieur
- †Camptosaurus
- †Cumnoria
- †Draconyx
- †Owenodon?
- †Uteodon
- †Styracosterna
  - †Barilium
  - †Bayannurosaurus
  - †Cedrorestes
  - †Dakotadon
  - †Fukuisaurus
  - †Hippodraco
  - †Hypselospinus
  - †Iguanacolossus
  - †Lanzhousaurus
  - †Lurdusaurus
  - †Magnamanus
  - †Osmakasaurus
  - †Planicoxa
  - †Proa
  - †Theiophytalia
  - †Hadrosauriformes
    - †Bolong
    - †Jinzhousaurus
    - †Ouranosaurus
    - †Morelladon
    - †Iguanodontidae
    - †Hadrosauroidea

Les Ankylopollexia forment un clade éteint de dinosaures ornithischiens qui vivaient du Jurassique supérieur au Crétacé supérieur. Il s'agit d'un clade dérivé d'ornithopodes iguanodontiens, et contient le sous-groupe Styracosterna. Le nom vient du mot grec «ankylos», pris à tort pour signifier raide, fusionné (en fait l'adjectif signifie courbé ou courbé ; utilisé des doigts, cela peut signifier accroché), et du mot latin « pollex », ce qui signifie le pouce. Décrit à l'origine en 1986 par Sereno, cette caractéristique synapomorphique très probable d'une épine conique du pouce définit le clade.
Apparue pour la première fois il y a environ 156 millions d'années, dans le Jurassique, les Ankylopollexia est devenue un clade extrêmement réussi et répandu pendant le Crétacé et a été trouvée dans le monde entier. Le groupe s'est éteint à la fin du Maastrichtien. Même s'ils sont devenus assez grands, comparables à certains dinosaures carnivores, ils étaient universellement herbivores.

## Taille

Taille de trois ankylopollexiens (Edmontosaurus, Iguanodon, et Camptosaurus) par rapport aux autres iguanodontes

Les ankylopollexiens ont varié considérablement en taille au cours de leur évolution. Le genre jurassique Camptosaurus était petit, ne dépassant pas 5 mètres de long et pesant une demi-tonne. Le plus grand ankylopollexien connu, datant de la fin de la période campanienne (il y a environ 70 millions d'années), appartenait à la famille des hadrosauridés et s'appelle Shantungosaurus. Il mesurait environ 14,7 mètres à 16,6 mètres de long et pesait, pour les plus gros individus, jusqu'à 16 tonnes,.

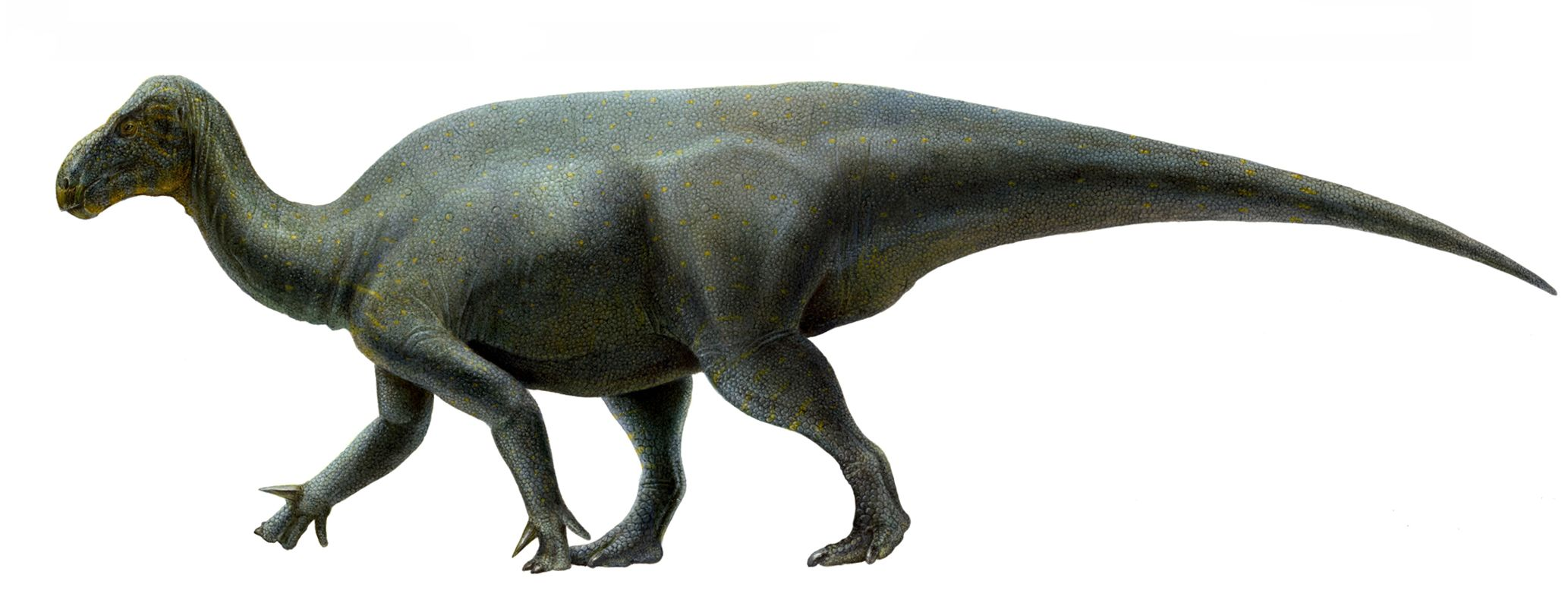
Restauration d'Iguanacolossus.

Les ankylopollexiens primitifs avaient tendance à être plus petits que les hadrosaures plus grands et plus dérivés. Il existe cependant des exceptions à cette tendance. Une seule trace d'un grand ornithopode, probablement un parent de Camptosaurus, a été signalée dans la Formation de Lourinhã, datant du Jurassique au Portugal. L'animal correspondant avait une hauteur de hanche estimée à environ 2,8 mètres, beaucoup plus grande que le parent contemporain Draconyx. Le Styracosterna primitif Iguanacolossus a été nommé pour sa robustesse distincte et sa grande taille, probablement d'environ 9 mètres de longueur. En ce qui concerne les hadrosaures, l'un des membres les plus basaux des Hadrosauroidea, le genre chinois Bolong, est estimé à environ 200 kilogrammes. Une autre exception à cette tendance est Tethyshadros, un genre plus dérivé des Hadrosauroidea. Estimé à 350 kilogrammes, Tethyshadros n'a été trouvé que sur certaines îles d'Italie. Sa petite taille s'explique par le nanisme insulaire.

## Classification

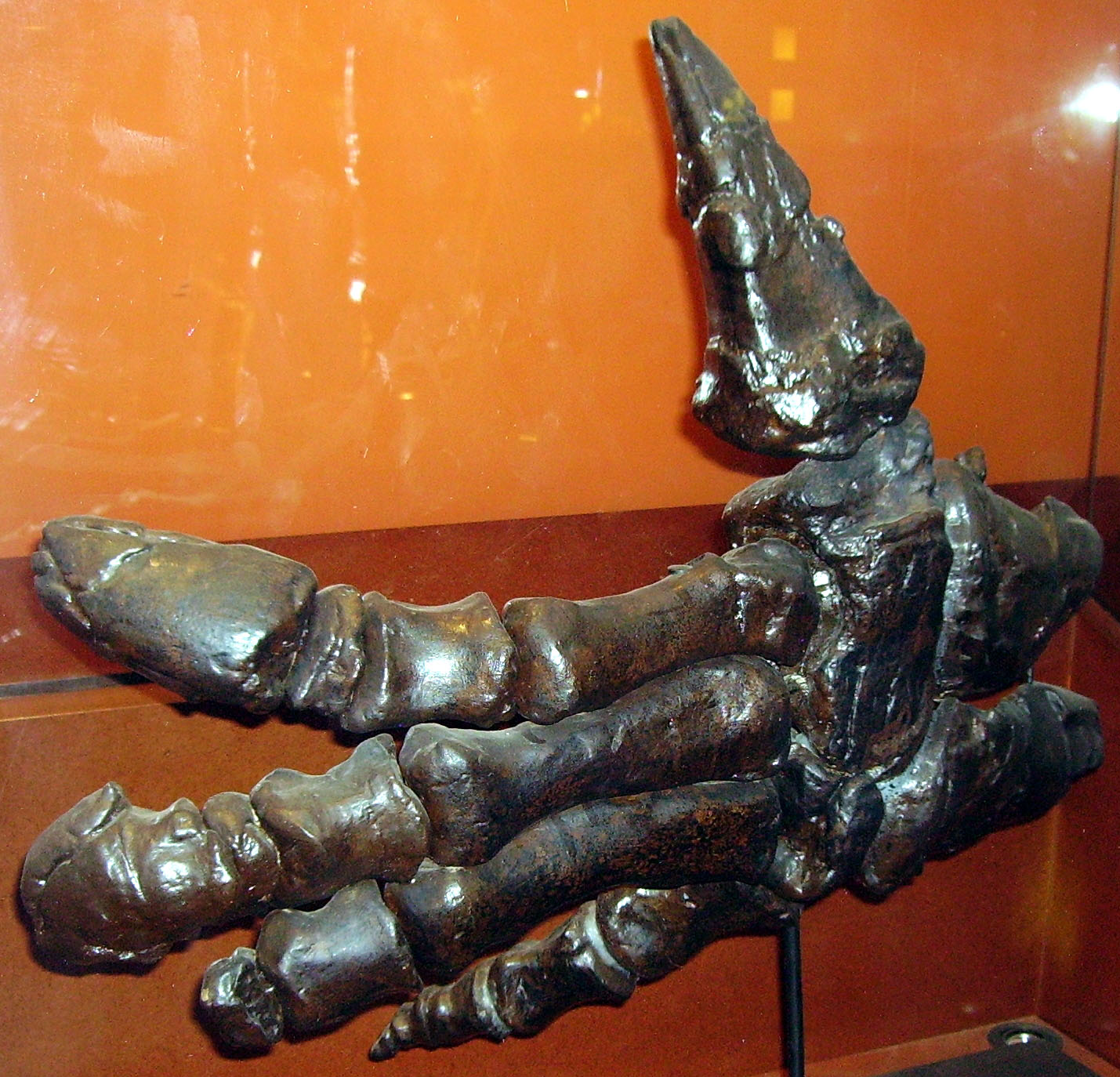
Main dIguanodon, montrant le pouce distinctif du groupe

Il y a environ 157 millions d'années, Ankylopollexia et Dryosauridae se seraient divisés en branches évolutives distinctes. Initialement nommé et décrit en 1986 par Paul Sereno, les Ankylopollexia recevèrent une définition plus formelle dans un article ultérieur de Sereno en 2005. Dans l'article de 1986, les groupes Camptosauridae et Styracosterna ont été utilisés pour définir le clade, mais dans l'article de 2005, une définition phylogénétique a été donnée : « le dernier ancêtre commun de l'espèce Camptosaurus dispar et Parasaurolophus walkeri et tous ses descendants ».
Le cladogramme ci-dessous suit l'analyse phylogénétique de Bertozzo et al. (2017) :
- Ankylopollexia
  - Camptosaurus dispar
  - Owenodon hoggii
  - Styracosterna
    - 
      - Uteodon aphanoecetes
      - Cumnoria prestwichii

    - 
      - Cedrorestes crichtoni
      - Osmakasaurus depressus
      - 
        - Hippodraco scutodens
        - Theiophytalia kerri

      - 
        - Iguanacolossus fortis
        - Planicoxa venenica
        - Dakotadon lakotaensis
        - 
          - Lurdusaurus arenatus
          - Lanzhousaurus magnidens
          - 
            - NHMUK R1831
            - Kukufeldia tilgatensis
            - 
              - Barilium dawsoni
              - Fukuisaurus tetoriensis
              - 
                - Proa valdearinnoensis
                - 
                  - Iguanodon bernissartensis
                  - Hadrosauroidea
                    - Hypselospinus fittoni
                    - 
                      - Mantellisaurus atherfieldensis
                      - NHMUK R3741 (cf. Mantellisaurus)

                    - 
                      - Ouranosaurus nigeriensis
                      - 
                        - Altirhinus kurzanovi
                        - Jinzhousaurus yangi
                        - Ratchasimasaurus suranareae
                        - 
                          - Penelopognathus weishampeli
                          - 
                            - Equijubus normani
                            - Xuwulong yueluni

                          - 
                            - Gongpoquansaurus mazongshanensis
                            - 
                              - 
                                - Jintasaurus meniscus
                                - Probactrosaurus gobiensis
                                - Eolambia caroljonesa

                              - Hadrosauromorpha

## Paléobiologie

### Cerveau

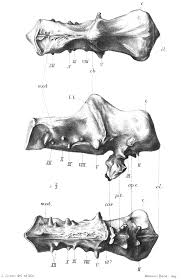
Endocaste du cerveau d'un Iguanodon, créé en 1897 à partir du spécimen NHMUK R2501.

La neurobiologie des ankylopollexiens a été étudiée dès 1871, lorsque John Hulke a décrit un crâne bien conservé (spécimen NHMUK R2501) découvert en septembre 1869 dans le Wealden Group sur l'île de Wight et provisoirement rattaché au genre Iguanodon. Il a noté qu'en raison de la moindre corrélation entre la forme du cerveau et la paroi de la cavité crânienne chez les reptiles, toute déduction de la forme du cerveau de l'animal serait approximative. La référence de ce crâne a été renforcée dans une étude ultérieure, publiée en 1897. On s'est alors demandé si le cerveau du dinosaure pouvait être plus étroitement associé à la cavité que celui des reptiles modernes, et un endocaste a donc été créé et étudié. Ce n'était pas le premier endocaste d'un cerveau ankylopolloxien, car en 1893, le crâne d'un Claosaurus annectens (aujourd'hui rattaché au genre Edmontosaurus) a été utilisé par Othniel Charles Marsh pour créer un moulage de la cavité cérébrale. Certaines remarques de base ont été faites, notamment la petite taille de l'organe, mais il a été noté que l'interprétation des caractéristiques infires de l'organe était difficile. L'article de 1897 notait la similitude des deux endocastes.
Les hadrosaures sont réputés avoir le cerveau le plus complexe des ankylopollexiens, et même de l'ensemble des dinosaures ornithischiens. Les cerveaux d'une grande variété de taxons ont été étudiés. John Ostrom, en 1961, a fourni ce qui était alors la revue et le travail le plus complet et détaillé sur la neuro-anatomie des hadrosaures. Ce domaine de l'étude des hadrosaures n'en était alors qu'à ses débuts, et seules les espèces connues aujourd'hui sous les noms d'Edmontosaurus annectens, Edmontosaurus regalis et Gryposaurus notabilis (que l'on considérait à l'époque comme un synonyme de son parent Kritosaurus) disposaient de spécimens appropriés à l'époque pour être examinés (Lambeosaurus était mentionné comme ayant une boîte crânienne brièvement décrite, mais il s'agissait d'une erreur provenant de Lull et Wright (1942)),. Ostrom a soutenu l'idée que les cerveaux des hadrosaures et d'autres dinosaures n'auraient probablement rempli qu'une partie de la cavité crânienne, empêchant ainsi la capacité d'apprendre à partir des endocastes, mais il a noté qu'ils étaient encore utiles. Il a noté, comme Marsh, la petite taille prévue de l'organe, mais aussi qu'il était considérablement développé. Il a noté un certain nombre de similitudes avec les cerveaux des reptiles modernes.

En 1977, James Hopson a étudié les quotients d'encéphalisation (QE) de divers dinosaures. Trois ornithopodes pour lesquels des endocastes cérébraux avaient été produits précédemment - Camptosaurus, Iguanodon, et Anatosaurus (maintenant connu sous le nom d'Edmontosaurus annectens) - ont été étudiés. On a constaté qu'ils avaient des QE relativement élevés par rapport à de nombreux autres dinosaures (allant de 0,8 à 1,5), comparables à ceux des théropodes carnosauriens et des crocodiliens modernes, mais bien inférieurs à ceux des théropodes coelurosauriens. Ces deux derniers genres, qui ont vécu plus tard que Camptosaurus, avaient des QE un peu plus élevés que le taxon jurassique, qui, se situant à l'extrémité inférieure, était plus comparable au genre cératopsien Protoceratops. Les raisons suggérées pour expliquer leur intelligence comparativement élevée étaient le besoin de sens aigus en l'absence d'armes défensives, et des comportements intraspécifiques plus complexes, comme l'indiquent leurs structures d'affichage acoustique et visuelle.

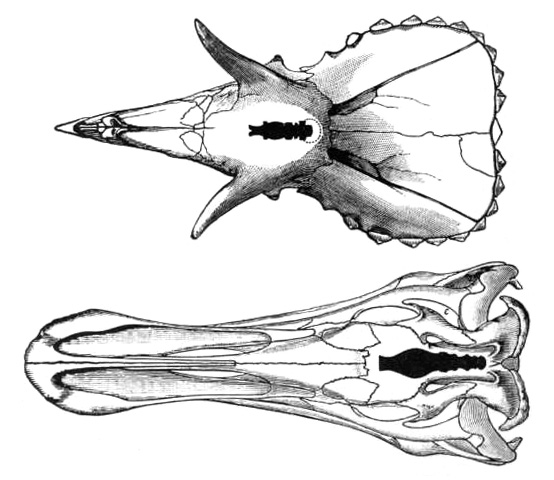
Un diagramme de 1905 montrant la petite taille d'un cerveau dEdmontosaurus annectens (à côté de celui de Triceratops horridus) commenté dans les premières sources

Dans une première pour un vertébré fossile terrestre, Brasier et al. (2017) ont rapporté des tissus mous minéralisés du cerveau d'un dinosaure iguanodontien, provenant de la Formation supérieure de Tunbridge Wells (En) d'âge Valanginien (environ 133 millions d'années) à Bexhill, Sussex. Des restes fragmentaires d'ornithopodes ont été associés au fossile, et bien qu'il n'ait pas été possible d'assigner le spécimen à un taxon avec certitude, Barilium ou Hypselospinus (En) ont été proposés comme candidats probables. Le spécimen se comparait bien aux endocastes de taxons similaires, comme celui d'un Mantellisaurus exposé au Musée d'histoire naturelle de l'Université d'Oxford. Des observations détaillées ont été réalisées à l'aide d'un microscope électronique à balayage. Seules certaines parties du cerveau étaient préservées ; les expansions cérébelleuses et cérébrales étaient les mieux conservées, tandis que les lobes olfactifs et le bulbe rachidien étaient absents ou presque. Les tissus neuronaux semblaient être très serrés, indiquant un CE proche de cinq (les hadrosaures ayant des CE encore plus élevés), correspondant presque à celui des théropodes non aviaires les plus intelligents. Bien qu'il ait été noté que cela correspondait à leur comportement complexe, comme l'avait fait remarquer Hopson, il a été précisé que la densité de l'encombrement pouvait être un artefact de la conservation, et les estimations initiales plus faibles ont été considérées comme plus précises. Certains des comportements complexes attribués peuvent être observés dans une certaine mesure chez les crocodiliens modernes, qui se rapprochent des chiffres originaux.

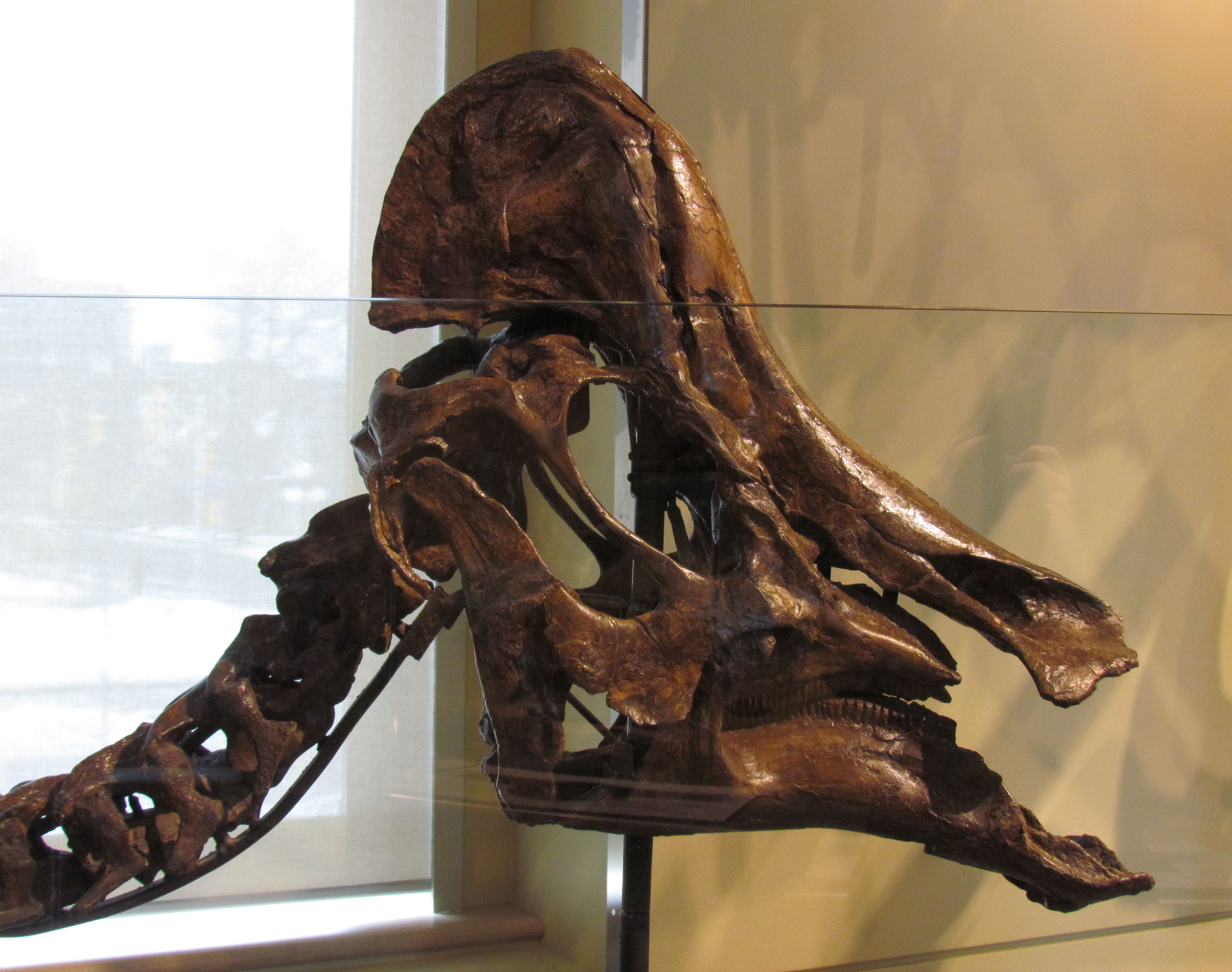
Crâne dHypacrosaurus, un genre dont le cerveau a été étudié

L'avènement de la tomodensitométrie pour la paléontologie a permis une application plus répandue de cette méthode sans qu'il soit nécessaire de détruire les spécimens. Les recherches modernes utilisant ces méthodes se sont largement concentrées sur les hadrosaures. Dans une étude réalisée en 2009 par le paléontologue David C. Evans (En) et ses collègues, les cerveaux des hadrosaures lambéosaurinés des genres Hypacrosaurus (spécimen adulte ROM 702), Corythosaurus (spécimen juvénile ROM 759 et spécimen subadulte CMN 34825), et Lambeosaurus (spécimen juvénile ROM 758) ont été scannés et comparés entre eux (aux niveaux phylogénétique et ontogénétique), à des taxons apparentés et à des prédictions antérieures, ce qui constitue le premier examen à grande échelle de la neurologie de la sous-famille. Contrairement aux premiers travaux, les études d'Evans indiquent que seules certaines régions du cerveau de l'hadrosaure (la partie dorsale et une grande partie du cerveau postérieur) étaient vaguement corrélées à la paroi cérébrale, comme les reptiles modernes, les régions ventrale et latérale étant assez étroitement corrélées. De même, contrairement aux reptiles modernes, le cerveau des jeunes ne semblait pas être plus proche de la paroi cérébrale que celui des adultes. Il faut toutefois noter que les très jeunes individus n'ont pas été inclus dans l'étude.
Comme dans les études précédentes, les valeurs de QE ont été étudiées, mais une fourchette de chiffres plus large a été donnée pour tenir compte de l'incertitude concernant la masse cérébrale et la masse corporelle. La fourchette pour l'Hypacrosaurus adulte était de 2,3 à 3,7 ; l'extrémité inférieure de cette fourchette était encore plus élevée que celle des reptiles modernes et de la plupart des dinosaures non maniraptoriens (presque tous ayant des QE inférieurs à deux), mais elle était bien en deçà de celle des maniraptoriens eux-mêmes, qui avaient des quotients supérieurs à quatre. La taille des hémisphères cérébraux a été, pour la première fois, remarquée. On a constaté qu'ils occupaient environ 43 % du volume endocrânien (sans tenir compte des bulbes olfactifs) chez ROM 702. Cette taille est comparable à celle des hadrosaures saurolophinés, mais bien supérieure à celle des ornithischiens en dehors des Hadrosauriformes, et à celle de tous les grands dinosaures saurischiens ; les maniraptors Conchoraptor et Archaeopteryx, un oiseau précoce, avaient des proportions très similaires. Cela renforce l'idée de comportements complexes et d'une intelligence relativement élevée, pour des dinosaures non aviaires, chez les hadrosauridés.

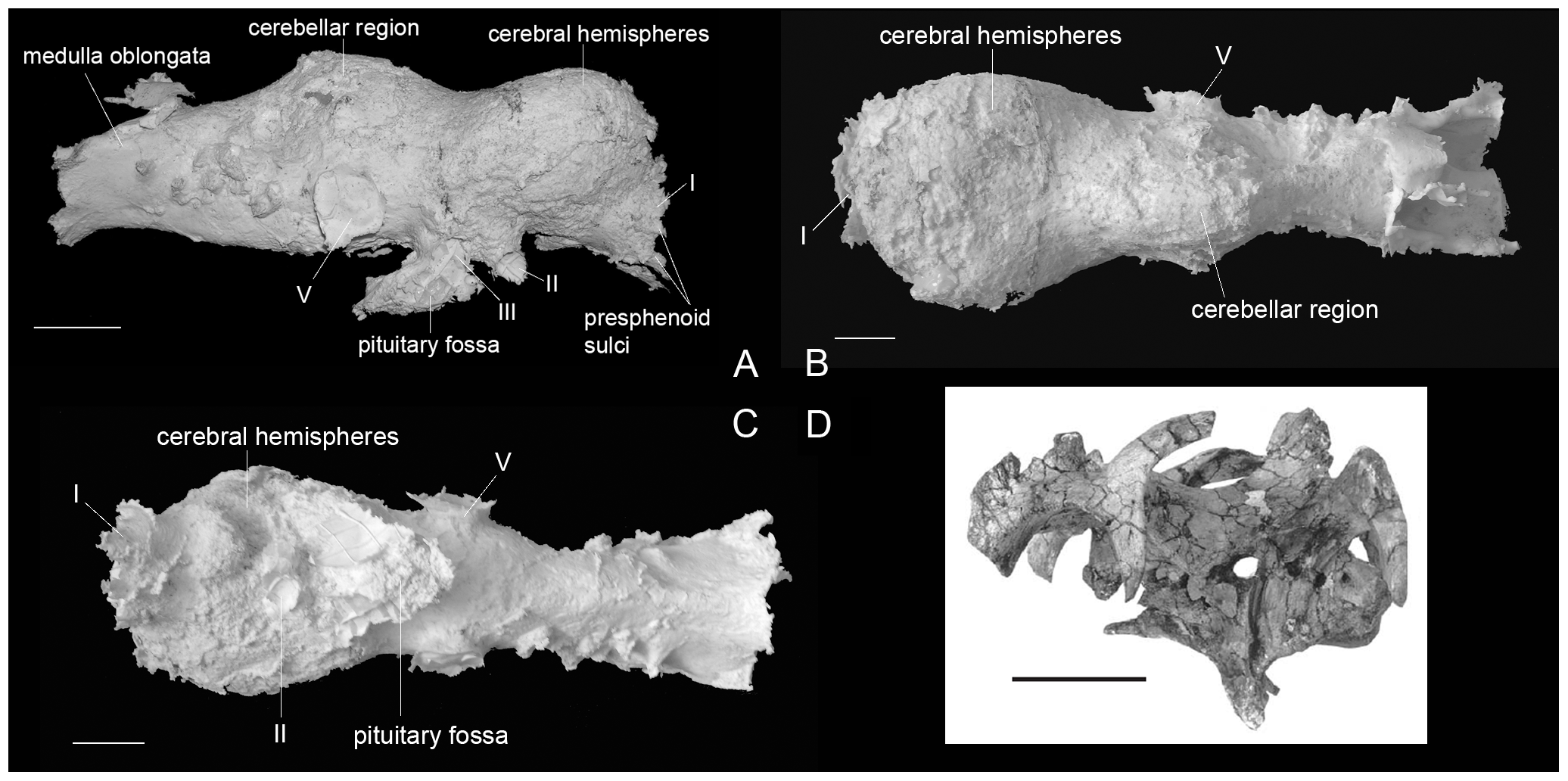
Endocaste d'un cerveau dAmurosaurus en vues latéral droite (A), dorsal (B), et ventral (C)

Amurosaurus, un proche parent des taxons de l'étude de 2009, a fait l'objet d'un article en 2013 qui s'est à nouveau penché sur un endocaste crânien. Une plage de QE presque identique de 2,3 à 3,8 a été trouvée, et il a de nouveau été noté qu'elle était plus élevée que celle des reptiles vivants, des sauropodes et d'autres ornithischiens, mais différentes estimations de QE pour les théropodes ont été citées, plaçant les chiffres de l'hadrosaurus significativement en dessous même des théropodes plus basaux comme Ceratosaurus (avec une plage de QE de 3. 31 à 5,07) et Allosaurus (avec une fourchette de 2,4 à 5,24, contre seulement 1,6 dans l'étude de 2009,) ; les théropodes coelurosauriens plus proches des oiseaux, tels que Troodon, avaient des QE supérieurs à sept. En outre, le volume cérébral relatif n'était que de 30 % chez Amurosaurus, ce qui est nettement inférieur à celui d'Hypacrosaurus, plus proche de celui de théropodes comme Tyrannosaurus (33 %), mais toujours nettement supérieur aux chiffres estimés précédemment pour des iguanodontes plus primitifs comme Lurdusaurus et Iguanodon (19 % chacun). Ceci a démontré un niveau de variation de la neuro-anatomie au sein des Hadrosauridae qui n'avait pas été reconnu auparavant.

## Paléobiogéographie

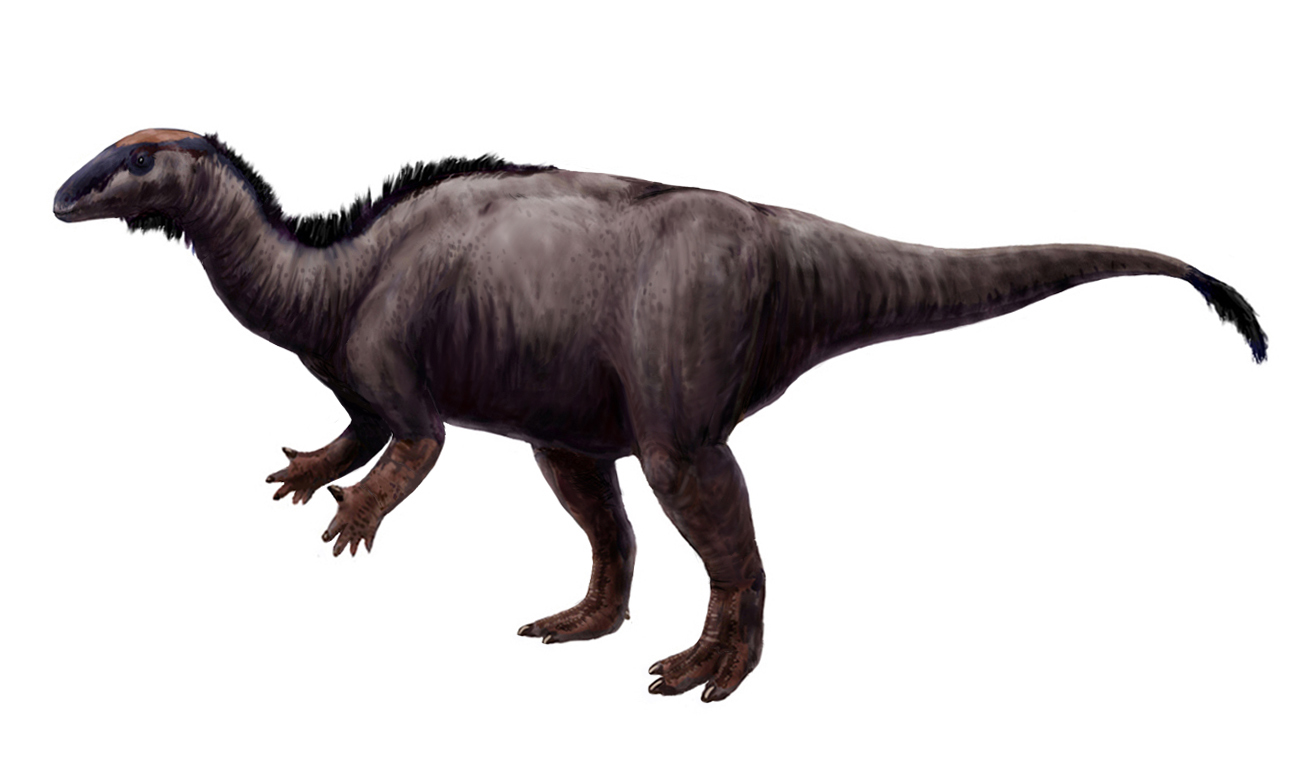
Restoration vivante de Camptosaurus

Les Ankylopollexiens sont devenus au Crétacé l'un des groupes les plus prospères de la planète, étant à la fois répandu et nombreux dans la nature. À cette époque, les ankylopollexiens se sont répandus en Asie et en Europe. Un premier exemple est le genre chinois Bayannurosaurus, du Berriasien. Le genre le plus ancien, trouvé dans le Wyoming, est Camptosaurus dispar, qui remonte aux alentours du Callovien-Oxfordien, il y a environ 157-156 millions d'années.